# 火荣贵
火荣贵（1962年10月—），男，甘肃景泰人，中华人民共和国政治人物。中国共产党第十八次全国代表大会代表。原中国人民政治协商会议甘肃省委员会农业和农村工作委员会副主任、中国共产党武威市委员会书记、市人民代表大会常务委员会主任。

## 生平
1962年10月，火荣贵出生在甘肃省白银市景泰县中泉乡腰水村。恢复高考后，他考入张掖师范专科学校，学习中文。1981年8月毕业后分配至甘肃省农垦总公司，出任秘书兼团总支副书记，1984年6月加入中国共产党，1986年2月任该公司办公室副主任兼经济师、《农垦志》编辑室副主任、副主编。
1991年7月，火荣贵调任甘肃省农委办公室副主任，期间，他曾在中共中央党校函授学院本科班学习经济管理。

### 甘肃省政府办公厅
1993年3月任甘肃省人民政府办公厅农林处、驻上海办事处、秘书处副处级干事，1995年11月升秘书处副处长，两年后晋升处长，期间在兰州大学历史系研究生班学习世界史。2001年6月，他出任党组成员、副主任。2004年9月兼任甘肃省人民政府副秘书长。2007年3月晋升办公厅党组副书记、主任。

### 武威市
2010年1月，火荣贵外调出任中国共产党武威市委员会书记、市人民代表大会常务委员会主任。2011年1月卸任市人民代表大会常务委员会主任。2016年1月7日、8日，《兰州晨报》、《兰州晚报》和《西部商报》驻武威的三名记者因深挖武威“巧克力女孩”事件先后失联。後经中国媒体持续关注追问以及甘肃省检派出工作组赴武威调查，记者最終被釋放。同年6月，《甘肃武威市委书记火荣贵的50多幅公开场合照，不愧为“錶哥”》的网贴将火荣贵再次推上新闻头条，指出其佩戴昂贵的奢侈品手表，舆论将其称为“錶哥”。

### 政协甘肃省委员会
2017年4月17日，火荣贵不再擔任武威市市委書記。2017年7月，火荣贵调回甘肃省兰州市，出任中国人民政治协商会议甘肃省委员会农业和农村工作委员会副主任。

### 落马
2018年7月13日，火荣贵因涉嫌严重违纪违法接受甘肃省纪委监委纪律审查和监察调查。9月21日免去其中国人民政治协商会议甘肃省委员会农业和农村工作委员会副主任职务。
2019年1月10日，火荣贵遭到开除党籍、开除公职的处分。同日，武威市人民政府原副市长姜保红因“权色交易”“收受贿赂”等问题遭到开除党籍和开除公职处分。7月18日，甘肃省定西市中级人民法院一审开庭审理了火荣贵受贿、挪用公款、滥用职权一案，定西市人民检察院指控，2004年至2016年间，被告人火荣贵利用担任甘肃省政府办公厅副主任、省政府副秘书长兼省信息化办公室主任、省政府办公厅主任、武威市委书记的职务便利，为他人在职务晋升、企业经营、工程承揽、土地审批、项目合作、资金使用等方面提供帮助，收受他人所送财物折合人民币共计1300余万元，並造成國有資產1.7億餘元損失。同年9月26日，甘肃省定西市中级人民法院宣判火荣贵犯有受贿、挪用公款、滥用职权三罪，数罪并罚，判处他有期徒刑十八年，并处罚金人民币100万元。
2020年2月12日，火荣贵弟弟火晓军因多次帮助其二哥火荣贵转移犯罪所得的赃款赃物，金额达553万余元，犯掩饰、隐瞒犯罪所得罪被判刑4年6个月。